# Rupert Davies
Pour les articles homonymes, voir Davies.
Rupert Davies est un acteur anglais, né le 22 mai 1916 à Liverpool, et mort d'un cancer le 22 novembre 1976 à Londres (Royaume-Uni).

## Biographie
Rupert Davies est connu pour sa carrière dans le monde du théâtre ainsi que pour la télévision ou le cinéma.
Il est apparu dans plusieurs films comme Dracula et les femmes (1968), Waterloo, Zeppelin ( 1971) ou encore Frightmare (1974).

## Filmographie
- 1949 : Private Angelo
- 1952 : BBC Sunday Night Theatre: The Merry Wives of Windsor (TV) : Page
- 1955 : L'Armure noire (The Dark Avenger) de Henry Levin : Sir John
- 1956 : BBC Sunday Night Theatre: The White Falcon (TV) : Thomas Cromwell
- 1957 : The New Adventures of Charlie Chan (série télévisée) : Inspector Duff
- 1957 : The Traitor : Clinton (the butler)
- 1958 : Violent Moment : Bert Glennon
- 1958 : La Clef (The Key) : Baker
- 1958 : Requins de haute mer (Sea Fury) de Cy Endfield : Bosun
- 1958 : Next to No Time : Auction Organiser
- 1959 : Idle on Parade : Sergeant
- 1959 : Life in Emergency Ward 10 : Dr. Tim Hunter
- 1959 : John Paul Jones
- 1959 : Bobbikins : Jock Fleming
- 1959 : Opération Scotland Yard (Sapphire) de Basil Dearden : Jack Ferris
- 1959 : Devil's Bait : Landlord
- 1960 : Les Criminels (The Criminal) : Edwards
- 1960 : Danger Tomorrow : Dr. Robert Campbell
- 1964 : Detective (série télévisée) : Inspector Maigret
- 1964 : L'Oncle (The Uncle) : David Morton
- 1965 : L'Espion qui venait du froid (The Spy Who Came in from the Cold) : George Smiley
- 1966 : Guet-apens à Téhéran (Das Geheimnis der gelben Mönche) : Kommissar Saadi
- 1966 : Les 13 fiancées de Fu Manchu (The Brides of Fu Manchu) : Jules Merlin
- 1967 : Five Golden Dragons : Comm. Sanders
- 1968 : La Maison ensorcelée (Curse of the Crimson Altar) : Vicar Radford
- 1968 : Sous-Marin X-1 (Submarine X-1) : Vice-Adm. Redmayne
- 1968 : Le Grand inquisiteur (Witchfinder General) : John Lowes
- 1968 : Joe 90 (série télévisée) : Professor Ian McClaine
- 1968 : Dracula et les femmes (Dracula Has Risen from the Grave) : Monsignor Ernest Mueller
- 1969 : Le Cercueil vivant (The Oblong Box) : Joshua Kemp
- 1970 : Waterloo : Lord Gordon
- 1971 : The Firechasers : Prentice
- 1971 : Danger Point : Man
- 1971 : Le Visiteur de la nuit (The Night Visitor) : Mr. Clemens
- 1971 : Zeppelin : Capt. Whitney
- 1972 : The Man Outside (série télévisée) : Baker
- 1972 : War & Peace (feuilleton TV) : Count Rostov
- 1972 : Arthur, roi des Celtes (Arthur of the Britons) (série télévisée) : Cerdig, Chief of the Saxons
- 1973 : Marked Personal (série télévisée) : Dr. Jack Morrison
- 1974 : Frightmare : Edmund Yates
- 1975 : King Arthur, the Young Warlord : Cerdig, Chief of the Saxons